# アレクセイ (モスクワ大公)
アレクセイ・ミハイロヴィチ（ロシア語: Алексей Михаилович, tr. Alexei Mikhailovich, 1629年3月29日 / ユリウス暦3月19日 - 1676年2月8日 / ユリウス暦1月29日）は、モスクワ・ロシアのツァーリ（在位1645年 - 1676年）。ミハイル・ロマノフの長男、母はエヴドキヤ・ストレシニョヴァ。その治世にはツァーリ専制体制が確立されたほか、ステンカ・ラージンの反乱、ポーランドとスウェーデンとの戦争、古儀式派の分離などがおこった。

## 幼年期と治世の初期
アレクセイはツァーリのミハイル・ロマノフとエヴドキヤ・ストレシニョヴァの息子として、1629年3月29日にモスクワで生まれた。1645年7月12日に父ミハイルがなくなると、当時16歳のアレクセイはツァーリに即位した。彼はボヤールで西洋文化に開明的なボリス・モロゾフの教育を受けた。
モロゾフは平和外交を推進し、ポーランド・リトアニア共和国との和約を締結したほか、オスマン帝国とも争いを避けた。国内政策では外国人商人の特権を削ろうとしたほか、役に立たなく資金がかかるだけ官庁を1つ廃止した。1648年1月17日、モロゾフはアレクセイとイリヤ・ミロスラフスキーの娘マリヤ・ミロスラフスカヤを結婚させ、自らも10日後にマリヤの妹アンナと結婚した。
モロゾフは民衆から17世紀の腐敗したボヤールであるとみなされ、魔術やウィッチクラフトの疑いもかけられた。1648年5月、モスクワの民衆は塩一揆でモロゾフに対して反乱、アレクセイはモロゾフをキリロ＝ベロゼルスキー修道院に追放することを余儀なくされた。4か月後、モロゾフは秘密裏にモスクワへ帰還、権力を一部奪回した。

## モロゾフ追放の後

### 国内政策と頻発する反乱
アレクセイの治世には、ロシアの国家・社会体制に大きな変質がもたらされた。貴族会議や全国会議の存在感が急速に薄れ、官僚の補佐を受けたツァーリが自ら専制政治を行うようになった。官庁が次々に増設された結果、官僚制による国政運営が可能になったため、アレクセイは旧来の大貴族層の影響力を骨抜きにする方向で政治を進めた。代わりに、アルタモン・マトヴェーエフやオルディン＝ナシチョーキンといった新興層の側近集団が政権を担った。また全国会議も1649年以後は殆ど開かれなくなった。全国会議は各地方の代表者である中小貴族層の発言機関であったが、彼らが中央政府の軍隊など各種機関に組み入れられていった結果、地域的な自治意識が急速に弱まったためと考えられる。
治世初期には傅育官で義兄のボリス・モロゾフを中心とした顧問団が政治を担当したが、1648年の塩一揆で彼らが追放されて親政が始まった。1649年に開かれた全国会議において制定された会議法典は、都市民と農民は移動の自由を奪い、特にこの法典によって農奴制は法的完成に至った。大貴族や高位聖職者・修道院が免税特権を利用して商人を保護することも禁止されている。またロシア正教会はこの時に新しい領地の所有を大幅に制限され、政府による教会領の監督制度が定まって修道院庁が設けられた。辺境地域も中央の干渉を免れなくなり、1660年代後半から、ドン・コサックや逃亡農民を中心とした大規模なステンカ・ラージンの乱が起きたことを契機に国家の統制が強まった。当初ステンカ・ラージンの率いる集団はカスピ海北岸を荒らしたが、モスクワ国家と敵対し始めて国内の南東部を勢力下に置いた。反乱は1671年になってコサック側の内部分裂により消滅し、コサックの自治的性格は弱められた。
経済改革も積極的に行われたが、民衆の不満のために反乱が起きた。1648年には塩税などの導入による税制改革に不満なモスクワ市民の蜂起を招いて、モロゾフら顧問団が失脚した。1656年基準通貨を銀貨から銅貨に切り替えた際も、政府要人の汚職を誘発したことでモスクワ市民は再び暴動を起こしている。この時は銀貨への引き戻しに応じた一方、アレクセイは反乱者に対する苛烈な鎮圧を軍隊に命じている。さらに徴税の効率化を狙って課税対象を耕地から世帯に変更した。また外国商人の招致による経済活性化も進められ、1652年に外国人居留地が首都郊外に設けられた。彼ら外国商人の経済活動には法的保障が与えられたが、ロシア商人や教会の反発を招く難点があった。

### 教会分裂
1653年、モスクワ総主教ニーコンは改革を実施し、ロシア正教会の慣習をギリシャ正教会のそれと合わせようとした。例えば、十字を描くとき、2本の指ではなく3本の指で描くことを強制した。これはロシアの教会で大反発を引き起こしたが、アレクセイはニーコンが1658年に個人的な侮辱により離任するまで彼を支持した。
1666年、アレクセイはモスクワ教会会議を開催した。会議はニーコンの改革の問題を解決しようとするものであり、アンティオキア総主教マカリイ3世やアレクサンドリア総主教パイシオス1世などが出席した。教会会議ではニーコンを正式に追放することが決定されたほか、教会の改革に反対したものを全て破門に処することも定められた。これによりロシア正教会から分離した一派は古儀式派と呼ばれた。

### イングランド内戦の対応
1649年、イングランド王チャールズ1世がオリバー・クロムウェルを長とする議会派に処刑されると、アレクセイは激怒してイングランドとの外交関係を断ち、王党派の亡命者をモスクワで受け入れた。また国内からモスクワ会社などのイングランド商人を全て追放、チャールズ1世の未亡人ヘンリエッタ・マリアに資金援助した。

### サファヴィー朝との戦争
1651年、サファヴィー朝とダゲスタンにおけるサファヴィー領の軍隊がスンジャ川沿岸のロシア領の要塞を攻撃し、ロシア・ペルシャ戦争が勃発した。これはサファヴィー朝が北カフカースにおいて足場を固めようとしたのが原因だった。ダゲスタンのワーリー、デルベントのハーンなどもサファヴィー軍に味方した。アレクセイははじめ、コサック軍を派遣しようとしたが、結局サファヴィー朝に使者を派遣して平和交渉を行った。サファヴィー朝のアッバース2世は戦争が彼の同意なく始められたとして、平和に同意した。

### ポーランドとスウェーデンとの戦争
ポーランドが内戦に入り諸外国の侵略を受ける事態（大洪水時代）に陥ると、反乱者であるウクライナ・コサックの首長ボフダン・フメリニツキーと結んで、1654年にポーランド領ウクライナ方面に侵攻した（13年戦争）。モスクワ軍はミンスク、ヴィルノ、リヴォフなどを次々に陥落させたが、ワルシャワに進駐した強国スウェーデンの脅威を恐れ、1656年4月にポーランド側と休戦。翌5月からはスウェーデンと交戦状態に入った（北方戦争）。モスクワ国家は、スウェーデン軍がポーランドの大反撃に苦戦する最中を突いて、フィンランド、エストニア、ラトヴィアなど広大な領土の占領に成功した。しかしウクライナで親ポーランド派が反旗を翻し、ポーランドも停戦を破棄してきたため、この危機に対応する必要からスウェーデンと1658年末に休戦。1661年のカディス講和条約では占領中の全スウェーデン領の放棄を余儀なくされた。
その後もポーランドとの戦闘は続き、1667年になって和平が成立した。モスクワ国家は結局、この戦争での占領地域のうちドニエプル川東岸地域（主にウクライナ東部）を獲得しただけに終わった（アンドルソヴォ条約）。この戦いの間、アレクセイ、若しくはその息子がポーランド王位に就くよう試みたが（当時のポーランド王ヤン2世には子供がいなかったので、ロマノフ家から次期国王が選ばれる可能性があった）、成功しなかった。ウクライナを獲得したことはオスマン帝国との対峙を招き、1672年にはオスマン軍のウクライナ侵攻が始まったため、ポーランドの新王ヤン3世と協同してこれを迎え撃った。早くに勝敗は決したもののオスマン側の攻撃は続き、停戦はアレクセイ没後になってからだった。長期の戦争は国家財政を圧迫し、近隣諸国との関係を急速に悪化させた一方、モスクワ国家がヘーチマン国家を分断し、ポーランドの穀倉地帯を奪ったことは、モスクワ・ロシアの東欧における覇権を築く契機となった。また東欧における人文主義の中心都市の一つキエフを獲得したことは、ロシア人に西欧文化への関心を高めさせる契機となった。さらに一時的に広大なバルト海沿岸地域を占領したことは、この地域へ進出する契機ともなった。

### 後継者問題

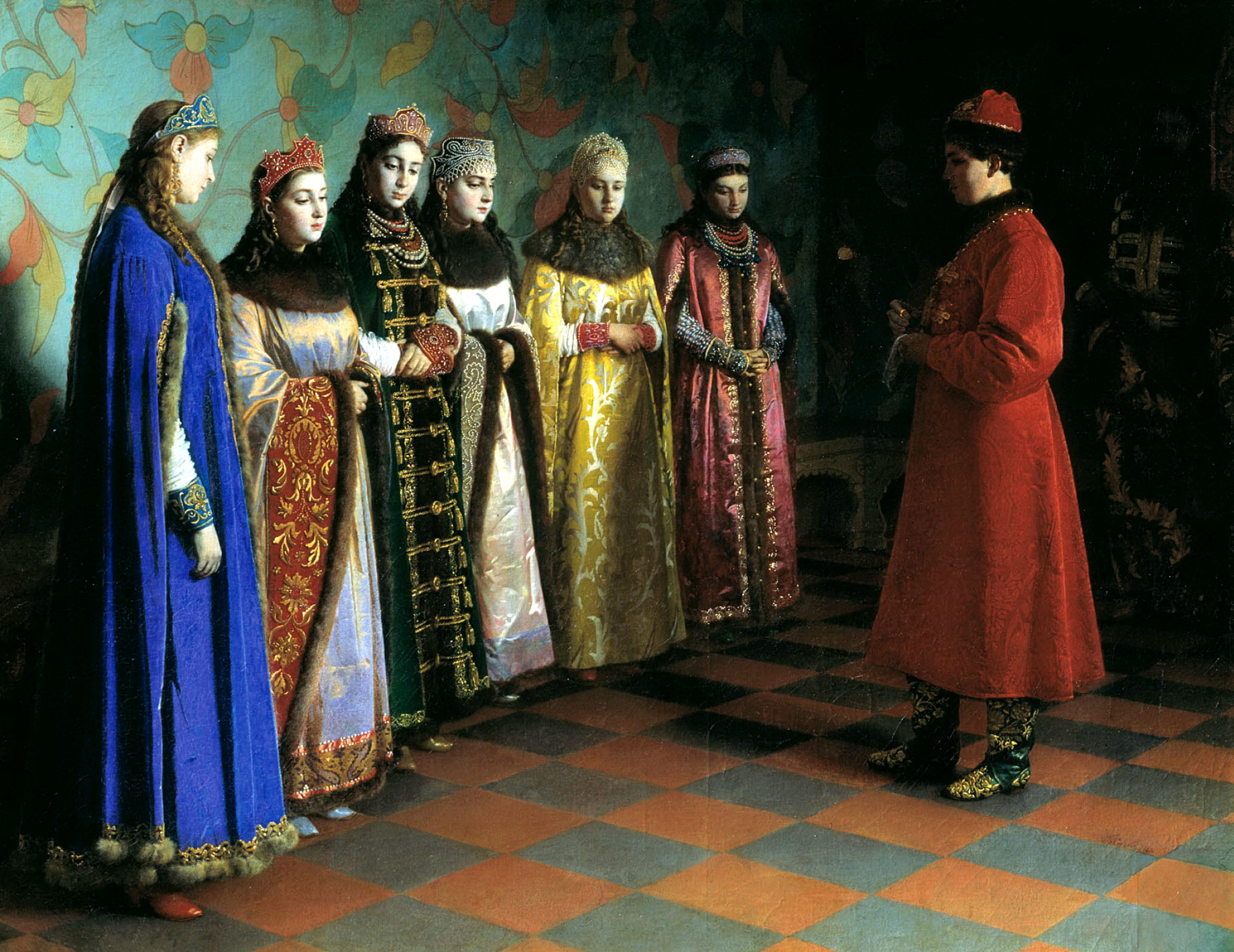
花嫁コンテストでマリヤを選ぶアレクセイ

16歳で即位したアレクセイは、1648年に傅育官モロゾフの妻の妹であったマリヤ・ミロスラフスカヤと結婚、5男8女をもうけた。ところが後継者として残った男子は三男フョードル、五男イヴァンの2人のみで、いずれも病弱なため王朝存続には不安が残った。マリヤが1669年に没すると、アレクセイは重臣マトヴェーエフの養女であったナタリヤ・ナルイシキナと1671年に再婚し、1男2女をもうけた。1672年5月にナタリヤが健康な男子ピョートルを出産すると、先妻マリヤのミロスラフスキー家と、後妻ナタリヤのナルイシキン家はそれぞれの皇子を擁して熾烈な派閥争いを開始した。アレクセイは1676年1月に崩御し、ツァーリの座はフョードル3世に引き継がれた。
アレクセイは短気で怒りっぽい反面、思いやり深く信仰心が篤い人物でもあった。君主の地位は神により与えられるものと信じており、1649年にイングランドでチャールズ1世が処刑されると、怒りに駆られて共和国側のイングランド商人全員を国内から追放している。アレクセイはまた西ヨーロッパの学術や文化に強い関心を持ち、子供たちの家庭教師に人文主義者のシメオン・ポロツキーを、宮廷侍医にイングランド人サミュエル・コリンズを雇っていた。また軍事面でも外国人の専門家、特に軍指揮官や技師を登用している。鷹狩りを趣味としていたのは有名で、3000羽の鷹を飼育させていた。

## 子女
マリヤ・ミロスラフスカヤとの間には以下の子女が生まれた。
- ドミトリー（英語版）（1649年 - 1651年）
- エヴドキヤ（英語版）（1650年 - 1712年）
- マルファ（英語版）（1652年 - 1707年）
- アレクセイ（英語版）（1654年 - 1670年）
- アンナ（1655年 - 1659年）
- ソフィア（1657年 - 1704年） - ロシア摂政（1682年 - 1689年）
- エカチェリーナ（英語版）（1658年 - 1718年）
- マリア（英語版）（1660年 - 1723年）
- フョードル3世（1661年 - 1682年） - ツァーリ（1676年 - 1682年）
- フェオドシヤ（英語版）（1662年 - 1713年）
- シメオン（英語版）（1665年 - 1669年）
- イヴァン5世（1666年 - 1696年） - ツァーリ（1682年 - 1696年）
- エヴドキヤ（1669年）

ナタリヤ・ナルイシキナとの間には以下の子女が生まれた。
- ピョートル1世（1672年 - 1725年） - ツァーリ（1682年 - 1725年）
- ナタリヤ（英語版）（1673年 - 1716年）
- フョードラ（1674年 - 1678年）

## 系図
|                             |                             |                             |                             |                              |                              |                              |                              |                              |                              | ミハイル・ロマノフ ① 1613–1645 |                           |                                  |                                  |                                  |                                  |                                  |                                  |                        |                        |                        |                        |                           |                           |                           |                           |                                                        |                                                        |                                                        |                                                        |                                                             |                                                             |                                                             |                                                             |                                                             |                                                             |                                |                                |                                |                                |                                        |                               |                               |                               |                         |                         |  |  |  |  |  |  |  |  |  |  |  |  |  |  |  |  |  |  |  |  |
|                             |                             |                             |                             |                              |                              |                              |                              |                              |                              |                                |                           |                                  |                                  |                                  |                                  |                                  |                                  |                        |                        |                        |                        |                           |                           |                           |                           |                                                        |                                                        |                                                        |                                                        |                                                             |                                                             |                                                             |                                                             |                                                             |                                                             |                                |                                |                                |                                |                                        |                               |                               |                               |                         |                         |  |  |  |  |  |  |  |  |  |  |  |  |  |  |  |  |  |  |  |  |
|                             |                             | マリヤ・ミロスラフスカヤ    | マリヤ・ミロスラフスカヤ    | マリヤ・ミロスラフスカヤ     | マリヤ・ミロスラフスカヤ     | マリヤ・ミロスラフスカヤ     | マリヤ・ミロスラフスカヤ     |                              |                              | アレクセイ ② 1645–1676         | アレクセイ ② 1645–1676    | アレクセイ ② 1645–1676           | アレクセイ ② 1645–1676           | アレクセイ ② 1645–1676           | アレクセイ ② 1645–1676           |                                  |                                  |                        |                        |                        |                        |                           |                           |                           |                           |                                                        |                                                        |                                                        |                                                        | ナタリヤ・ナルイシキナ （摂政 1682） （実質摂政 1689–1694） | ナタリヤ・ナルイシキナ （摂政 1682） （実質摂政 1689–1694） | ナタリヤ・ナルイシキナ （摂政 1682） （実質摂政 1689–1694） | ナタリヤ・ナルイシキナ （摂政 1682） （実質摂政 1689–1694） | ナタリヤ・ナルイシキナ （摂政 1682） （実質摂政 1689–1694） | ナタリヤ・ナルイシキナ （摂政 1682） （実質摂政 1689–1694） |                                |                                |                                |                                |                                        |                               |                               |                               |                         |                         |  |  |  |  |  |  |  |  |  |  |  |  |  |  |  |  |  |  |  |  |
|                             |                             | マリヤ・ミロスラフスカヤ    | マリヤ・ミロスラフスカヤ    | マリヤ・ミロスラフスカヤ     | マリヤ・ミロスラフスカヤ     | マリヤ・ミロスラフスカヤ     | マリヤ・ミロスラフスカヤ     |                              |                              | アレクセイ ② 1645–1676         | アレクセイ ② 1645–1676    | アレクセイ ② 1645–1676           | アレクセイ ② 1645–1676           | アレクセイ ② 1645–1676           | アレクセイ ② 1645–1676           |                                  |                                  |                        |                        |                        |                        |                           |                           |                           |                           |                                                        |                                                        |                                                        |                                                        | ナタリヤ・ナルイシキナ （摂政 1682） （実質摂政 1689–1694） | ナタリヤ・ナルイシキナ （摂政 1682） （実質摂政 1689–1694） | ナタリヤ・ナルイシキナ （摂政 1682） （実質摂政 1689–1694） | ナタリヤ・ナルイシキナ （摂政 1682） （実質摂政 1689–1694） | ナタリヤ・ナルイシキナ （摂政 1682） （実質摂政 1689–1694） | ナタリヤ・ナルイシキナ （摂政 1682） （実質摂政 1689–1694） |                                |                                |                                |                                |                                        |                               |                               |                               |                         |                         |  |  |  |  |  |  |  |  |  |  |  |  |  |  |  |  |  |  |  |  |
|                             |                             |                             |                             |                              |                              |                              |                              |                              |                              |                                |                           |                                  |                                  |                                  |                                  |                                  |                                  |                        |                        |                        |                        |                           |                           |                           |                           |                                                        |                                                        |                                                        |                                                        |                                                             |                                                             |                                                             |                                                             |                                                             |                                                             |                                |                                |                                |                                |                                        |                               |                               |                               |                         |                         |  |  |  |  |  |  |  |  |  |  |  |  |  |  |  |  |  |  |  |  |
|                             |                             |                             |                             |                              |                              |                              |                              |                              |                              |                                |                           |                                  |                                  |                                  |                                  |                                  |                                  |                        |                        |                        |                        |                           |                           |                           |                           |                                                        |                                                        |                                                        |                                                        |                                                             |                                                             |                                                             |                                                             |                                                             |                                                             |                                |                                |                                |                                |                                        |                               |                               |                               |                         |                         |  |  |  |  |  |  |  |  |  |  |  |  |  |  |  |  |  |  |  |  |
| ソフィア （摂政 1682–1689） | ソフィア （摂政 1682–1689） | ソフィア （摂政 1682–1689） | ソフィア （摂政 1682–1689） | ソフィア （摂政 1682–1689）  | ソフィア （摂政 1682–1689）  | フョードル3世 ③ 1676–1682    | フョードル3世 ③ 1676–1682    | フョードル3世 ③ 1676–1682    | フョードル3世 ③ 1676–1682    | フョードル3世 ③ 1676–1682      | フョードル3世 ③ 1676–1682 | イヴァン5世 ④ 1682–1696 共同統治 | イヴァン5世 ④ 1682–1696 共同統治 | イヴァン5世 ④ 1682–1696 共同統治 | イヴァン5世 ④ 1682–1696 共同統治 | イヴァン5世 ④ 1682–1696 共同統治 | イヴァン5世 ④ 1682–1696 共同統治 | エヴドキヤ・ロプーヒナ | エヴドキヤ・ロプーヒナ | エヴドキヤ・ロプーヒナ | エヴドキヤ・ロプーヒナ | エヴドキヤ・ロプーヒナ    | エヴドキヤ・ロプーヒナ    |                           |                           | ピョートル1世 ④⑤ 1682–1696 共同統治 1696–1725 単独統治 | ピョートル1世 ④⑤ 1682–1696 共同統治 1696–1725 単独統治 | ピョートル1世 ④⑤ 1682–1696 共同統治 1696–1725 単独統治 | ピョートル1世 ④⑤ 1682–1696 共同統治 1696–1725 単独統治 | ピョートル1世 ④⑤ 1682–1696 共同統治 1696–1725 単独統治      | ピョートル1世 ④⑤ 1682–1696 共同統治 1696–1725 単独統治      |                                                             |                                                             | エカチェリーナ1世 ⑥ 1725–1727                               | エカチェリーナ1世 ⑥ 1725–1727                               | エカチェリーナ1世 ⑥ 1725–1727  | エカチェリーナ1世 ⑥ 1725–1727  | エカチェリーナ1世 ⑥ 1725–1727  | エカチェリーナ1世 ⑥ 1725–1727  |                                        |                               |                               |                               |                         |                         |  |  |  |  |  |  |  |  |  |  |  |  |  |  |  |  |  |  |  |  |
| ソフィア （摂政 1682–1689） | ソフィア （摂政 1682–1689） | ソフィア （摂政 1682–1689） | ソフィア （摂政 1682–1689） | ソフィア （摂政 1682–1689）  | ソフィア （摂政 1682–1689）  | フョードル3世 ③ 1676–1682    | フョードル3世 ③ 1676–1682    | フョードル3世 ③ 1676–1682    | フョードル3世 ③ 1676–1682    | フョードル3世 ③ 1676–1682      | フョードル3世 ③ 1676–1682 | イヴァン5世 ④ 1682–1696 共同統治 | イヴァン5世 ④ 1682–1696 共同統治 | イヴァン5世 ④ 1682–1696 共同統治 | イヴァン5世 ④ 1682–1696 共同統治 | イヴァン5世 ④ 1682–1696 共同統治 | イヴァン5世 ④ 1682–1696 共同統治 | エヴドキヤ・ロプーヒナ | エヴドキヤ・ロプーヒナ | エヴドキヤ・ロプーヒナ | エヴドキヤ・ロプーヒナ | エヴドキヤ・ロプーヒナ    | エヴドキヤ・ロプーヒナ    |                           |                           | ピョートル1世 ④⑤ 1682–1696 共同統治 1696–1725 単独統治 | ピョートル1世 ④⑤ 1682–1696 共同統治 1696–1725 単独統治 | ピョートル1世 ④⑤ 1682–1696 共同統治 1696–1725 単独統治 | ピョートル1世 ④⑤ 1682–1696 共同統治 1696–1725 単独統治 | ピョートル1世 ④⑤ 1682–1696 共同統治 1696–1725 単独統治      | ピョートル1世 ④⑤ 1682–1696 共同統治 1696–1725 単独統治      |                                                             |                                                             | エカチェリーナ1世 ⑥ 1725–1727                               | エカチェリーナ1世 ⑥ 1725–1727                               | エカチェリーナ1世 ⑥ 1725–1727  | エカチェリーナ1世 ⑥ 1725–1727  | エカチェリーナ1世 ⑥ 1725–1727  | エカチェリーナ1世 ⑥ 1725–1727  |                                        |                               |                               |                               |                         |                         |  |  |  |  |  |  |  |  |  |  |  |  |  |  |  |  |  |  |  |  |
|                             |                             |                             |                             |                              |                              |                              |                              |                              |                              |                                |                           |                                  |                                  |                                  |                                  |                                  |                                  |                        |                        |                        |                        |                           |                           |                           |                           |                                                        |                                                        |                                                        |                                                        |                                                             |                                                             |                                                             |                                                             |                                                             |                                                             |                                |                                |                                |                                |                                        |                               |                               |                               |                         |                         |  |  |  |  |  |  |  |  |  |  |  |  |  |  |  |  |  |  |  |  |
|                             |                             |                             |                             |                              |                              |                              |                              |                              |                              |                                |                           |                                  |                                  |                                  |                                  |                                  |                                  |                        |                        |                        |                        |                           |                           |                           |                           |                                                        |                                                        |                                                        |                                                        |                                                             |                                                             |                                                             |                                                             |                                                             |                                                             |                                |                                |                                |                                |                                        |                               |                               |                               |                         |                         |  |  |  |  |  |  |  |  |  |  |  |  |  |  |  |  |  |  |  |  |
|                             |                             |                             |                             | エカチェリーナ               | エカチェリーナ               | エカチェリーナ               | エカチェリーナ               | エカチェリーナ               | エカチェリーナ               |                                |                           | アンナ ⑧ 1730–1740               | アンナ ⑧ 1730–1740               | アンナ ⑧ 1730–1740               | アンナ ⑧ 1730–1740               | アンナ ⑧ 1730–1740               | アンナ ⑧ 1730–1740               |                        |                        |                        |                        | アレクセイ （廃太子）     | アレクセイ （廃太子）     | アレクセイ （廃太子）     | アレクセイ （廃太子）     | アレクセイ （廃太子）                                  | アレクセイ （廃太子）                                  |                                                        |                                                        | アンナ                                                      | アンナ                                                      | アンナ                                                      | アンナ                                                      | アンナ                                                      | アンナ                                                      | エリザヴェータ ⑩ 1741–1762     | エリザヴェータ ⑩ 1741–1762     | エリザヴェータ ⑩ 1741–1762     | エリザヴェータ ⑩ 1741–1762     | エリザヴェータ ⑩ 1741–1762             | エリザヴェータ ⑩ 1741–1762    |                               |                               |                         |                         |  |  |  |  |  |  |  |  |  |  |  |  |  |  |  |  |  |  |  |  |
|                             |                             |                             |                             | エカチェリーナ               | エカチェリーナ               | エカチェリーナ               | エカチェリーナ               | エカチェリーナ               | エカチェリーナ               |                                |                           | アンナ ⑧ 1730–1740               | アンナ ⑧ 1730–1740               | アンナ ⑧ 1730–1740               | アンナ ⑧ 1730–1740               | アンナ ⑧ 1730–1740               | アンナ ⑧ 1730–1740               |                        |                        |                        |                        | アレクセイ （廃太子）     | アレクセイ （廃太子）     | アレクセイ （廃太子）     | アレクセイ （廃太子）     | アレクセイ （廃太子）                                  | アレクセイ （廃太子）                                  |                                                        |                                                        | アンナ                                                      | アンナ                                                      | アンナ                                                      | アンナ                                                      | アンナ                                                      | アンナ                                                      | エリザヴェータ ⑩ 1741–1762     | エリザヴェータ ⑩ 1741–1762     | エリザヴェータ ⑩ 1741–1762     | エリザヴェータ ⑩ 1741–1762     | エリザヴェータ ⑩ 1741–1762             | エリザヴェータ ⑩ 1741–1762    |                               |                               |                         |                         |  |  |  |  |  |  |  |  |  |  |  |  |  |  |  |  |  |  |  |  |
|                             |                             |                             |                             | アンナ （摂政 1740–1741）    | アンナ （摂政 1740–1741）    | アンナ （摂政 1740–1741）    | アンナ （摂政 1740–1741）    | アンナ （摂政 1740–1741）    | アンナ （摂政 1740–1741）    |                                |                           |                                  |                                  |                                  |                                  |                                  |                                  |                        |                        |                        |                        | ピョートル2世 ⑦ 1727–1730 | ピョートル2世 ⑦ 1727–1730 | ピョートル2世 ⑦ 1727–1730 | ピョートル2世 ⑦ 1727–1730 | ピョートル2世 ⑦ 1727–1730                              | ピョートル2世 ⑦ 1727–1730                              |                                                        |                                                        | ピョートル3世 ⑪ 1762 廃位                                   | ピョートル3世 ⑪ 1762 廃位                                   | ピョートル3世 ⑪ 1762 廃位                                   | ピョートル3世 ⑪ 1762 廃位                                   | ピョートル3世 ⑪ 1762 廃位                                   | ピョートル3世 ⑪ 1762 廃位                                   |                                |                                | エカチェリーナ2世 ⑫ 1762–1796  | エカチェリーナ2世 ⑫ 1762–1796  | エカチェリーナ2世 ⑫ 1762–1796          | エカチェリーナ2世 ⑫ 1762–1796 | エカチェリーナ2世 ⑫ 1762–1796 | エカチェリーナ2世 ⑫ 1762–1796 |                         |                         |  |  |  |  |  |  |  |  |  |  |  |  |  |  |  |  |  |  |  |  |
|                             |                             |                             |                             | アンナ （摂政 1740–1741）    | アンナ （摂政 1740–1741）    | アンナ （摂政 1740–1741）    | アンナ （摂政 1740–1741）    | アンナ （摂政 1740–1741）    | アンナ （摂政 1740–1741）    |                                |                           |                                  |                                  |                                  |                                  |                                  |                                  |                        |                        |                        |                        | ピョートル2世 ⑦ 1727–1730 | ピョートル2世 ⑦ 1727–1730 | ピョートル2世 ⑦ 1727–1730 | ピョートル2世 ⑦ 1727–1730 | ピョートル2世 ⑦ 1727–1730                              | ピョートル2世 ⑦ 1727–1730                              |                                                        |                                                        | ピョートル3世 ⑪ 1762 廃位                                   | ピョートル3世 ⑪ 1762 廃位                                   | ピョートル3世 ⑪ 1762 廃位                                   | ピョートル3世 ⑪ 1762 廃位                                   | ピョートル3世 ⑪ 1762 廃位                                   | ピョートル3世 ⑪ 1762 廃位                                   |                                |                                | エカチェリーナ2世 ⑫ 1762–1796  | エカチェリーナ2世 ⑫ 1762–1796  | エカチェリーナ2世 ⑫ 1762–1796          | エカチェリーナ2世 ⑫ 1762–1796 | エカチェリーナ2世 ⑫ 1762–1796 | エカチェリーナ2世 ⑫ 1762–1796 |                         |                         |  |  |  |  |  |  |  |  |  |  |  |  |  |  |  |  |  |  |  |  |
|                             |                             |                             |                             |                              |                              |                              |                              |                              |                              |                                |                           |                                  |                                  |                                  |                                  |                                  |                                  |                        |                        |                        |                        |                           |                           |                           |                           |                                                        |                                                        |                                                        |                                                        |                                                             |                                                             |                                                             |                                                             |                                                             |                                                             |                                |                                |                                |                                |                                        |                               |                               |                               |                         |                         |  |  |  |  |  |  |  |  |  |  |  |  |  |  |  |  |  |  |  |  |
|                             |                             |                             |                             | イヴァン6世 ⑨ 1740–1741 廃位 | イヴァン6世 ⑨ 1740–1741 廃位 | イヴァン6世 ⑨ 1740–1741 廃位 | イヴァン6世 ⑨ 1740–1741 廃位 | イヴァン6世 ⑨ 1740–1741 廃位 | イヴァン6世 ⑨ 1740–1741 廃位 |                                |                           |                                  |                                  |                                  |                                  |                                  |                                  |                        |                        |                        |                        |                           |                           |                           |                           |                                                        |                                                        |                                                        |                                                        |                                                             |                                                             |                                                             |                                                             | パーヴェル1世 ⑬ 1796–1801 殺害                              | パーヴェル1世 ⑬ 1796–1801 殺害                              | パーヴェル1世 ⑬ 1796–1801 殺害 | パーヴェル1世 ⑬ 1796–1801 殺害 | パーヴェル1世 ⑬ 1796–1801 殺害 | パーヴェル1世 ⑬ 1796–1801 殺害 |                                        |                               |                               |                               |                         |                         |  |  |  |  |  |  |  |  |  |  |  |  |  |  |  |  |  |  |  |  |
|                             |                             |                             |                             | イヴァン6世 ⑨ 1740–1741 廃位 | イヴァン6世 ⑨ 1740–1741 廃位 | イヴァン6世 ⑨ 1740–1741 廃位 | イヴァン6世 ⑨ 1740–1741 廃位 | イヴァン6世 ⑨ 1740–1741 廃位 | イヴァン6世 ⑨ 1740–1741 廃位 |                                |                           |                                  |                                  |                                  |                                  |                                  |                                  |                        |                        |                        |                        |                           |                           |                           |                           |                                                        |                                                        |                                                        |                                                        |                                                             |                                                             |                                                             |                                                             | パーヴェル1世 ⑬ 1796–1801 殺害                              | パーヴェル1世 ⑬ 1796–1801 殺害                              | パーヴェル1世 ⑬ 1796–1801 殺害 | パーヴェル1世 ⑬ 1796–1801 殺害 | パーヴェル1世 ⑬ 1796–1801 殺害 | パーヴェル1世 ⑬ 1796–1801 殺害 |                                        |                               |                               |                               |                         |                         |  |  |  |  |  |  |  |  |  |  |  |  |  |  |  |  |  |  |  |  |
|                             |                             |                             |                             |                              |                              |                              |                              |                              |                              |                                |                           |                                  |                                  |                                  |                                  |                                  |                                  |                        |                        |                        |                        |                           |                           |                           |                           |                                                        |                                                        |                                                        |                                                        |                                                             |                                                             |                                                             |                                                             |                                                             |                                                             |                                |                                |                                |                                |                                        |                               |                               |                               |                         |                         |  |  |  |  |  |  |  |  |  |  |  |  |  |  |  |  |  |  |  |  |
|                             |                             |                             |                             |                              |                              |                              |                              |                              |                              |                                |                           |                                  |                                  |                                  |                                  |                                  |                                  |                        |                        |                        |                        |                           |                           |                           |                           |                                                        |                                                        |                                                        |                                                        |                                                             |                                                             |                                                             |                                                             | アレクサンドル1世 ⑭ 1801–1825                               | アレクサンドル1世 ⑭ 1801–1825                               | アレクサンドル1世 ⑭ 1801–1825  | アレクサンドル1世 ⑭ 1801–1825  | アレクサンドル1世 ⑭ 1801–1825  | アレクサンドル1世 ⑭ 1801–1825  | ニコライ1世 ⑮ 1825–1855                | ニコライ1世 ⑮ 1825–1855       | ニコライ1世 ⑮ 1825–1855       | ニコライ1世 ⑮ 1825–1855       | ニコライ1世 ⑮ 1825–1855 | ニコライ1世 ⑮ 1825–1855 |  |  |  |  |  |  |  |  |  |  |  |  |  |  |  |  |  |  |  |  |
|                             |                             |                             |                             |                              |                              |                              |                              |                              |                              |                                |                           |                                  |                                  |                                  |                                  |                                  |                                  |                        |                        |                        |                        |                           |                           |                           |                           |                                                        |                                                        |                                                        |                                                        |                                                             |                                                             |                                                             |                                                             | アレクサンドル1世 ⑭ 1801–1825                               | アレクサンドル1世 ⑭ 1801–1825                               | アレクサンドル1世 ⑭ 1801–1825  | アレクサンドル1世 ⑭ 1801–1825  | アレクサンドル1世 ⑭ 1801–1825  | アレクサンドル1世 ⑭ 1801–1825  | ニコライ1世 ⑮ 1825–1855                | ニコライ1世 ⑮ 1825–1855       | ニコライ1世 ⑮ 1825–1855       | ニコライ1世 ⑮ 1825–1855       | ニコライ1世 ⑮ 1825–1855 | ニコライ1世 ⑮ 1825–1855 |  |  |  |  |  |  |  |  |  |  |  |  |  |  |  |  |  |  |  |  |
|                             |                             |                             |                             |                              |                              |                              |                              |                              |                              |                                |                           |                                  |                                  |                                  |                                  |                                  |                                  |                        |                        |                        |                        |                           |                           |                           |                           |                                                        |                                                        |                                                        |                                                        |                                                             |                                                             |                                                             |                                                             |                                                             |                                                             |                                |                                |                                |                                | アレクサンドル2世 ⑯ 1855–1881 暗殺テロ |                               |                               |                               |                         |                         |  |  |  |  |  |  |  |  |  |  |  |  |  |  |  |  |  |  |  |  |
|                             |                             |                             |                             |                              |                              |                              |                              |                              |                              |                                |                           |                                  |                                  |                                  |                                  |                                  |                                  |                        |                        |                        |                        |                           |                           |                           |                           |                                                        |                                                        |                                                        |                                                        |                                                             |                                                             |                                                             |                                                             |                                                             |                                                             |                                |                                |                                |                                |                                        |                               |                               |                               |                         |                         |  |  |  |  |  |  |  |  |  |  |  |  |  |  |  |  |  |  |  |  |
|                             |                             |                             |                             |                              |                              |                              |                              |                              |                              |                                |                           |                                  |                                  |                                  |                                  |                                  |                                  |                        |                        |                        |                        |                           |                           |                           |                           |                                                        |                                                        |                                                        |                                                        |                                                             |                                                             |                                                             |                                                             |                                                             |                                                             |                                |                                |                                |                                | アレクサンドル3世 ⑰ 1881–1894          |                               |                               |                               |                         |                         |  |  |  |  |  |  |  |  |  |  |  |  |  |  |  |  |  |  |  |  |
|                             |                             |                             |                             |                              |                              |                              |                              |                              |                              |                                |                           |                                  |                                  |                                  |                                  |                                  |                                  |                        |                        |                        |                        |                           |                           |                           |                           |                                                        |                                                        |                                                        |                                                        |                                                             |                                                             |                                                             |                                                             |                                                             |                                                             |                                |                                |                                |                                |                                        |                               |                               |                               |                         |                         |  |  |  |  |  |  |  |  |  |  |  |  |  |  |  |  |  |  |  |  |
|                             |                             |                             |                             |                              |                              |                              |                              |                              |                              |                                |                           |                                  |                                  |                                  |                                  |                                  |                                  |                        |                        |                        |                        |                           |                           |                           |                           |                                                        |                                                        |                                                        |                                                        |                                                             |                                                             |                                                             |                                                             |                                                             |                                                             |                                |                                |                                |                                | ニコライ2世 ⑱ 1894–1917 帝政廃止       |                               |                               |                               |                         |                         |  |  |  |  |  |  |  |  |  |  |  |  |  |  |  |  |  |  |  |  |